# Michal nad Žitavou
Michal nad Žitavou est une commune du district de Nové Zámky, dans la région de Nitra, en Slovaquie.

## Histoire
La première mention écrite du village date 1332.

## Démographie

### Évolution de la population
| Année:               | 1994. | 2004.   | 2014.   | 2024.   |
| -------------------- | ----- | ------- | ------- | ------- |
| Nombre de personnes: | 684   | 697     | 665     | 683     |
| Différence:          |       | +1,90 % | -4,59 % | +2,70 % |

| Année:               | 2023. | 2024.   |
| -------------------- | ----- | ------- |
| Nombre de personnes: | 681   | 683     |
| Différence:          |       | +0,29 % |